# داود الظاهري
أَبُو سُلَيْمَانَ دَاوُدُ بنُ عَلِيِّ بنِ خَلَفٍ الأَصْبَهَانِيُّ البَغْدَادِيُّ الظَّاهِرِيُّ (201 هـ - 270 هـ / 816م - 884م)، أحد الأئمة المجتهدين في الإسلام. مؤسس المذهب الظاهري، وسمي بذلك لأخذه بظاهر الكتاب والسنة وإعراضه عن التأويل والرأي والقياس. وكان داود أول من جهر بهذا القول. وهو أصبهانيّ الأصل من أهل قاسان بلدة قريبة من أصبهان، ومولده في الكوفة. سكن بغداد، وانتهت إليه رياسة العلم فيها. قال ابن حزم الأندلسي: «إنما عرف بالأصبهاني، لأن أمه أصبهانية، وكان أبوه حنفي المذهب». وكان مع ظاهريته من المتعصبين للشافعي. كان المغاربة يسمون داود بالقِيَاسيَّ؛ لأنه ينفي القياسَ.

## نسبه ومولده
هو داود بن علي بن خلف الأصبهاني الأصل، الكوفي المولد، البغدادي الدار، المكنى بأبي سليمان الشهير بداود الظاهري.
اجمع كل من ترجم له أن نسبته إلى أصبهان
وهي مدينة من أعلام المدن، ولد داود في حدود سنة 200 هـ / 815م، وقيل انه ولد سنة 202 هـ / 819م.
ولقب بداود الظاهري بحكم انه أول من أظهر القول بظاهرية الشريعة واعتمد على ظواهر.

## نشأته وحياته العلمية
لم تدون المصادر التاريخية عن أسرة ونشأة داود الظاهري، وان وردت فإشارات فقط. وهذا راجع لعوامل وتمثل في:
- نشأة داود الظاهري في عائلة مغمورة والتي لم يشتهر فيها من العلماء أحد.
- قوله بالظاهر ومحاربته للتقليد ونفيه للقياس هذا ما أدى بوقف العلماء ضده ومواجهته بل وبمحاولة طمس أخباره.[16]
- تبنيه الآراء خالف فيه جمهوري الفقهاء من ذلك: قوله: بخلق القرآن[17][18][19] هذا ما أدى بنفور العلماء.[20]
- ضعف تلامذته الذين تزعموا بعده قيادة مذهبه، فلولا ابن حزم الذي أحياه من جديد والذي دافع عنه لاندثر هذا المذهب كبقية المذاهب الأخرى.[21][22]

وبالرغم من هذه العوامل فإن داود تعلم وارتحل في مختلف الأمصار لتلقي العلوم بما أن عصره تميز بنهضة علمية، وحرية فكرية، وقد تزعمت مدن العراق بغداد، البصرة والكوفة قيادة النشاط الأدبي والعلمي، وهي المدن التي رحل إليها داود، كما رحل إلى نيسابور لتلقي العلم واخذ على أشهر فقهائها ومحدثيها.

## مشايخه
- أبو ثور الكلبي، أخذ عنه داود فقه الشافعي.
- إسحاق بن راهويه
- سليمان بن حرب، اخذ عنه داود منذ صباه.
- عبد الله القعنبي، اخذ عنه داود الحديث.
- محمد بن كثير العبدي، اخذ داود العلم عنه.
- مسدد بن مسرهد، يعد من شيوخ داود الظاهري: أخذ عنه الحديث.
- عمرو بن مرزوق
- عبيد الله القواريري.

إذن هؤلاء بعض من شيوخ داود الظاهري وما يمكن استخلاصه هو ان داود عاصر اغلب المحدثين وشاركوه في شيوخه كالبخاري، مسلم، والنسائي وابن ماجة القزويني.

## تلامذته
- ابنه أبو بكر محمد بن داود
- زكريا الساجي
- يوسف بن يعقوب الداودي
- عباس بن أحمد المذكر وغيرهم

## صفاته ووفاته
رغم نفور العلماء من إمام أهل الظاهر داود ابن علي إلا انه تميز بمجموعة من الصفات تعليه حيث كان فصيحا قوي الحجة سريع الاستدلال، من حفظه الحديث، كما كان جريئا في الحق، ومع جرأته، اشتهر بعبادته وزهده وورعه وإعراضه عن الدنيا وملذاتها، وعيشه على القليل.
أما عن وفاة داود، فاتفقت أغلب المصادر التاريخية أنه توفي سنة 270 هـ بـ بغداد، ويقول ابن خلكان في هذا الشأن: «وتوفي داود الظاهري سنة سبعين ومائتين في ذي القعدة وقيل في شهر رمضان، ودفن في الشونيزية وقيل منزله».

## مذهبه الفقهي
نشأ داود شافعياً بكونه أخذ على تلاميذ محمد بن إدريس الشافعي كأبي ثور، كما انه التقى الكثير من أصحابه وخلف مصنفات تتحدث عن فضائل الشافعي، كما كان من المتعصبين للشافعي وهذا لان الشافعي يفسّر الشريعة بالنصوص. وذكر أحمد بكير محمود في كتابه أن داود كان شافعيا أبوه كان حنفيا.
وكان داود يطلب الحديث، ويسمع للكثير من محدثي عصره، كما روى عنهم أثناء رحلاته العلمية من مدن العراق إلى نيسابور، وأظهر تعصبه للشافعي.
اجتهد داود وبعد تعلمه للفقه وغوصه في علم الحديث، انفرد بمذهبه الخاص حيث اتخذ لنفسه مذهبا، عمد نكاته القول بالظاهر وإنكار القياس ولم يقتصر داود على إنكار القياس والرأي بل أنكر التقليد كذلك.
ولقد قيل له كيف تبطل القياس والشافعي أخذ به، فرد قائلاً: أخذت أدلة الشافعي إبطال الاستحسان فوجدتها تبطل القياس.
وبذلك برز مذهب جديد اعتبره جل المؤرخين والمصادر التاريخية مذهب سني خامس يتمحور حول ظاهرية الشريعة ويأخذ الأحكام من ظواهر النصوص من غير تعليل لذلك تطلق على داود الظاهري.

## ثناء العلماء عليه
وقد أثنى عليه عدد من الأئمة الأعلام، ومن ذلك:
- قال النووي: فضائل داود، وزهده، وورعه، ومتابعته للسنة مشهورة.
- وقال الصّفَدي: كان زاهداً متقلِّلاً كثير الورع...وكان من أكثر الناس تعصُّباً للشافعي، وصنَّف في فضائله والثناء عليه كتابين، وكان صاحب مذهب مستقل وتبعه جمع كثير من الظاهرية... وانتهت إليه رئاسة العلم ببغداد. قيل إنه كان يحضر مجلسه أربعمائة صاحب طيلسان أخضر، وكان من عقلاء الناس.
- وقال شمس الدين محمد بن علي الدّاوودي: الإمام الحافظ المجتهد الكبير... كان إماماً فاضلاً صادقاً ورعاً.
- وقال أبو إسحاق الشيرازى: كان زاهداً متقلّلاً.
- وقال أبو العباس: كان داود عقلُه أكثر من علمه. وانتهت إليه رياسة العلم ببغداد.
- وقال القاضي المَحامِلي: رأيت داود بن علي يصلي، فما رأيت مسلماً يشبهه في حسن تواضعه.
- وقال الذهبي في «السير»: الإمامُ، البحرُ، العلامة، عالمُ الوقت... رئيس أهل الظاهر... بصيرٌ بالفقه، عالمٌ بالقرآن، حافظٌ للأثر، رأسٌ في معرفة الخلاف، من أوعيةِ العلمِ، له ذكاءٌ خارقٌ، وفيه دِينٌ متينٌ.
- وقال أبو العباس أحمد بن محمد بن مُفرج الأشبيلي النباتي: وداود بن علي ثقة، فاضل إمام من الأئمة لم يذكره أحدٌ بكذب ولا تدليس في الحديث.
- وقال السيوطي: صنّف التصانيف، وكان بصيراً بالحديث صحيحه وسقيمه، إماماً ورعاً ناسكاً زاهداً. كان في مجلسه أربعمائة صاحب طَيْلَسان أخضر.
- وقال السبكي: وكان أحد أئمة المسلمين وهداتهم... وقد كان موصوفاً بالدين المتين.
- وقال العماد الحنبلي: الإمام الفقيه... وكان ناسكاً زاهداً... وكان داود حافظاً مجتهداً إمام أهل الظاهر.
- وقال الألباني: الفقيه، إمام أهل الظاهر، وهو صدوق ثقة، فاضل.